# Antoni Stabik
Antoni Stabik (ur. 13 czerwca 1807 w Mikołowie, zm. 4 września 1887 w Michałkowicach ) – polski ksiądz katolicki, poeta, autor polskich wierszy zamieszczanych na łamach prasy oraz zebranych w tomie Żarty nieżarty wydanym w 1848 roku w Raciborzu. Autor pierwszego kalendarza polskiego na Górnym Śląsku wydawanego w Gliwicach w latach 1845-1850.
Swoją popularność zawdzięczał zarówno długoletniej pracy duszpasterskiej, jak i talentom kaznodziejskim, które sprawiały, że był on zawsze oczekiwanym mówcą. Większość swojego życia spędził na Śląsku, głównie w Mikołowie oraz w Raciborzu i Michałkowicach, dzielnicy Siemianowic Śląskich. Próbował dokonać standaryzacji literackiego języka śląskiego. Został pochowany na cmentarzu w Siemianowicach Śląskich-Michałkowicach.
Imieniem Antoniego Stabika nazwano ulice w Siemianowicach Śląskich, Chorzowie i Gliwicach.